# Manfred Lopatenko
Manfred Lopatenko (* 7. November 1958) ist ein ehemaliger deutscher Fußballspieler. Er absolvierte in den Jahren 1977 bis 1981 insgesamt 97 Spiele in der 2. Bundesliga für Rot-Weiß Lüdenscheid und erzielte dabei 16 Tore.

## Laufbahn
Bei dem sauerländischen Fusionsverein aus dem Märkischen Kreis, Rot-Weiß Lüdenscheid, debütierte der Nachwuchsstürmer Manfred Lopatenko am 4. September 1977 beim Auswärtsspiel gegen SC Fortuna Köln in der 2. Bundesliga. Der Aufsteiger belegte am Rundenende – nach dem Trainerwechsel von Klaus Hilpert zu Anton Burghardt ab Januar 1978 – den 13. Platz und hielt damit die Klasse. Danach hatten die Rot-Weißen aber den Verlust der zwei Torjäger Elmar Jürgens und Helmut Reiners zu beklagen. Unter dem erfahrenen Trainer Herbert Burdenski kam das junge Talent Lopatenko zwar 1978/79 neben den Mitspielern Hans-Jürgen Offermanns und Paul Scheermann auf 21 Zweitligaeinsätze, in denen er drei Tore erzielte, aber Lüdenscheid glückte mit dem 19. Rang nicht das sportliche Ziel des Klassenerhalts. Nachträglich blieb die Mannschaft vom Stadion Nattenberg durch den Lizenzentzug beim FC St. Pauli beziehungsweise der Lizenzrückgabe von Westfalia Herne doch noch in der 2. Bundesliga.
In der Saison 1979/80 steigerte Lopatenko seine Einsätze auf 36 Spiele und erzielte für die Mannschaft um Torhüter Heinz-Josef Koitka und den zwei weiteren Angreifern Ranko Petković (36-13) und Klaus Wolf (32-14) zehn Tore. Mit dem 16. Rang wurde die Klassenzugehörigkeit erhalten. Vor der Runde 1980/81 waren für den neuen Trainer Günter Luttrop die Abgänge von Koitka und Günter Kuczinski zu verkraften. In der 22er-Staffel belegte RWL den 20. Rang und war damit nicht für die ab 1981/82 startende eingleisige 2. Bundesliga qualifiziert. Das letzte Zweitligaspiel für Lopatenko fand am 16. Mai 1981 beim 1:1-Heimremis gegen den VfB Oldenburg statt. Uwe Helmes, Petkovic und Lopatenko bildeten dabei die Angriffsreihe von Lüdenscheid. In dieser Serie hatte der Linksaußen 39 Ligaspiele bestritten und dabei drei Tore erzielt.
Lopatenko spielte später noch für den SC Eintracht Hamm und wurde 1983 und 1985 jeweils Meister der Oberliga Westfalen. 1984 errang er mit SC Eintracht Hamm die Deutsche Vize-Amateurmeisterschaft. Weitere Stationen in der Oberliga Westfalen waren SC Preußen Münster und SuS Hüsten 09. Nach seiner Spielerlaufbahn war Lopatenko als Trainer tätig. Er ist im Besitz der A-Lizenz. Trainerstationen waren unter anderem bei seinem Heimatverein FSV Werdohl in der Verbandsliga und Landesliga sowie bei den Sportfreunden Siegen als Co-Trainer in der Oberliga. Von 2010 bis 2018 war Lopatenko beim DFB als Honorartrainer im Bereich der Talentförderung tätig. Zuletzt betreute er die DFB-Regionalauswahl U16/U17 Südwestfalen. Als ehemaliger Spieler der Polizei-Nationalmannschaft half er beim Aufbau des Frauenfußballs bei der Polizei NRW mit. 2004 errang er als Trainer der Polizeilandesauswahl der Frauen NRW die Deutsche Meisterschaft.